# Francisco Jara
Francisco Jara (3 de fevereiro de 1941 – 2 de fevereiro de 2024) foi um ex-futebolista mexicano que competiu na Copa do Mundo FIFA de 1966.